# Adam Viaduct
Der Adam Viaduct ist eine Eisenbahnbrücke, der die Kirkby branch line in Wigan, Greater Manchester über den River Douglas und die Southgate Road führt.
Die 1946 gebaute Brücke gilt als die erste Spannbetonbrücke im Vereinigten Königreich.
Die London, Midland and Scottish Railway (LMS) und ihr chief civil engineer William Kelly Wallace bauten die Brücke als Versuchsobjekt, um zu prüfen, ob  die noch nicht erprobte Bauweise sich für Eisenbahnbrücken im Vereinigten Königreich eigne. Die LMS hatte schon in den späten 1930er Jahren Spannbetonbalken nach dem System von Eugène Freyssinet entwickelt und sie im Zweiten Weltkrieg für Notreparaturen  eingesetzt, aber das Adam Viaduct war die erste Gelegenheit, ihre Verwendung im Rahmen einer vollständigen Brücke zu testen.
Die zweigleisige Brücke hat vier ca. 9,0 m weite Öffnungen. Ihr Überbau besteht aus sechs vorgefertigten Doppel-T-Spannbetonträgern unter jedem Gleis und je einem Träger an den Außenseiten, die jeweils 0,81 m hoch, dicht aneinander gebaut und zusätzlich quer verspannt sind. Insgesamt wurden somit 16 Träger nebeneinander verlegt, auf denen der übliche Schotter für das Gleisbett liegt.
Die LMS äußerte sich zufrieden über die Kürze der Bauzeit und die Laufruhe der Wagen auf den hohen Balken. Die Brücke ist nach wie vor in Betrieb.
Sie wurde 2001 als Grade II Building unter Denkmalschutz gestellt.
Zwischen 2012 und 2013 wurde die Straße unter der Brücke erweitert.